# Letramento multissemiótico
O letramento multissemiótico é tido como a habilidade de compreender os sentidos que permeiam a construção do texto, não apenas na forma multimodal, mas considerando, também, outros aspectos da comunicação verbal e não verbal .
A tipificação dessa modalidade de letramento se estabeleceu através de estudos contemporâneos que ampliaram a noção de letramento para o campo da imagem, da música e de outras semioses, para além da escrita e da oralidade. Deste modo, o letramento multissemiótico concebe múltiplas linguagens que circundam as interações contemporâneas, uma vez que, inicialmente, os estudos dos letramentos se preocuparam com as práticas de leitura e escrita voltadas à cultura escrita e impressa, abarcando novas configurações de linguagem para além, também, do oralizado.

## Conceito
Partindo da concepção do New London Group (1996), propõe-se que “multi” está relacionado à multiplicidade de recursos linguísticos e semióticos que norteiam um texto/enunciado. Um gênero, portanto, não se configura apenas do ponto de vista da escrita. Ao passo que, a partir de uma análise de uma a reportagem de um website é possível atestar que imagens estáticas, como fotografias. ou em movimento, como os vídeos, se fazem presentes. Ao mesmo tempo, a musicalização e os efeitos sonoros são usados para dar tom e não são usados de maneira ingênua, mas como recursos e propósitos discursivos. Além disso, os esquemas de cores, a seleção de fontes, além do tamanho das imagens também se constituem como recursos semióticos que pavimentam o objetivo enunciativo, confluindo para uma construção multifatorial da comunicação.
Como a tecnologia encontra-se presente no cotidiano das pessoas, ultrapassa o conceito de letramento, abrangendo novas formas de leituras e interpretações. Nesse contexto, a multissemiose atua ao permitir que a informação seja representada por um som, uma imagem e até mesmo um desenho, recorrendo às diversas práticas de leituras e facilitando a compreensão do texto multimodal, de modo que o letramento multissemiótico é considerado a habilidade de compreender os sentidos que permeiam a construção do texto, não apenas sua respectiva forma multimodal.

## Uso na aprendizagem
No que tange ao ensino da língua portuguesa, não há como dissociar a leitura, o uso do livro didático e as demais tecnologias disponíveis. A escola, como um dos agentes de letramento, atua de forma conjunta aos educadores e linguistas com vistas a viabilizar o letramento de novas gerações de aprendizes, que consistem em crianças e adolescentes em pleno desenvolvimento social e cognitivo, que vivenciam constantemente os avanços das tecnologias da informação e comunicação.
Quanto à alfabetização, o multiletramento traz outra concepção do domínio da leitura e escrita, uma vez que os diferentes meios - áudio, vídeo, imagens, dentre outros - fornecem um determinado grau de funcionalidade e resolutividade ao dia a dia do indivíduo. Nesse sentido, diante da multiplicidade de linguagens, mídias e tecnologias, é necessário o domínio de recursos como: áudio, vídeo, tratamento de imagem, edição e diagramação, entre outras, bem como são necessárias novas práticas de leitura, escrita e novos multiletramentos. Essa busca oferece grande desafio às instituições de ensino uma vez que é necessário o uso e a integração de diferentes meios/ferramentas de estímulos, mas ainda assim, é uma das formas de letramento ecológico, ou seja, aplicáveis ao cotidiano do indivíduo.